# Sicista subtilis
Sicista subtilis là một loài động vật có vú trong họ Dipodidae, bộ Gặm nhấm. Loài này được Pallas mô tả năm 1773.